# Essiet Okon Essiet
Essiet Okon Essiet (* 1. September 1959 in Omaha, Nebraska) ist ein amerikanischer Bassist des Modern Jazz.

## Leben und Wirken
Essiet, dessen Eltern aus Nigeria stammen, erhielt mit zehn Jahren ersten Violinunterricht. Während seines Besuchs der Highschool in Portland (Oregon) wechselte er zum Kontrabass. 1982 arbeitete er mit Don Moye und wurde Mitglied der Band von Abdullah Ibrahim, mit dem 1983 seiner ersten Aufnahmen entstanden (Zimbabwe auf Enja) und dem er auch weiterhin angehörte. Mehrfach ging er mit René van Helsdingen auf Europatournee. Von 1988 bis 1991 gehörte er der letzten Besetzung der Jazz Messengers von Art Blakey an und wirkte auch in der Formation Bluesiana Triangle mit, die Blakey mit Dr. John und David Fathead Newman bildete. In den 1980er Jahren arbeitete er als freischaffender Musiker außerdem mit Benny Golson, Jackie McLean, Curtis Fuller, Cedar Walton und in Louis Hayes’ Quartett mit Kirk Lightsey.
Anfang der 1990er Jahre wirkte Essiet in Bobby Watsons Formation Horizon und ab 1994 bei Freddie Hubbard, ferner freelance mit Bobby Hutcherson, Geri Allen, George Adams und Kenny Barron. 1995 war er an John Abercrombies Album Bush Crew beteiligt; 1996 spielte er im Cafe Trio von Victor Jones und David Kikoski. 1997 wirkte er bei Brian Lynchs Album Spheres of Influence mit und trat mit Carlos Ward und Pheeroan akLaff auf dem Jazzfestival Saalfelden auf. Seit Ende der 1990er Jahre gehörte er zur Band von Luluk Purwanto, mit der er mehrere Alben eingespielt hat.
Ab 2000 spielte Essiet im Trio von Michiel Borstlap mit Jeff Tain Watts, 2005 bei Vincent Herring. 2006 gehörte er dem Trio von Pietro Tonolo und Joe Chambers an. 2008 trat er mit Donald Brown und seinen Space Time All Stars beim Festival Jazz à Vienne auf.
Seit 1985 ist Essiet am Konservatorium in Den Haag als Dozent tätig. Essiet leitete die Formation Ibo, ein nigerianisches Jazz-Projekt.  Er ist mit der Schlagzeugerin Sylvia Cuenca verheiratet.

## Diskographische Hinweise
- Kamau Muata Adilifu, Conrad Herwig, Gary Smulyan, Steve Slagle, Sylvia Cuenca, Andy LaVerne, Essiet Essiet: Jam Session Vol. 11 (SteepleChase 2004)
- Benito Gonzalez / Gerry Gibbs / Essiet Okon Essiet: Passion Reverence Transcendence – The Music of McCoy Tyner (2017)